# 古列尔莫·布雷齐
古列尔莫·布雷齐（義大利語：Guglielmo Brezzi，1898年12月24日—1926年4月7日），意大利男子足球运动员，司职前锋。他曾代表意大利国奥队参加1920年夏季奥林匹克运动会足球比赛，获得第四名。